# Klečoviště na Smrku
Přírodní památka Klečoviště na Smrku je jedním ze dvou výskytů borovice kleče na suťovém podkladě v Jizerských horách západně od vrcholku kopce Smrk. Roste zde také brusnice borůvka a žije zde několik zajímavých druhů brouků – například střevlíček Trechus amplicollis a drabčíci Coryphium angusticolle, Stenus glacialis a Leptusa sudetica. Lokalita je obtížně přístupná, ač se nachází jen asi 100 m od Věžní stezky a její odbočky k modře značené trase do Nového Města pod Smrkem, nevede k ní žádná pěšina a okolí je silně zarostlé smrčím a borůvčím.